# Mörsen
Mörsen ist ein Ortsteil der Stadt Twistringen im niedersächsischen Landkreis Diepholz. 

## Geografie

### Lage
Mörsen liegt im mittleren Bereich der Stadt Twistringen, 2 km südwestlich des Kernorts Twistringen. 

### Nachbarorte
Nachbarorte sind – von Norden aus im Uhrzeigersinn – Twistringen (Zentrum), Scharrendorf, Heiligenloh und Altenmarhorst.

## Geschichte
Seit der Gebietsreform, die am 1. März 1974 in Kraft trat, ist die vorher selbstständige Gemeinde Mörsen eine von acht Ortschaften der Stadt Twistringen.

## Politik

### Ortsrat
Der Ortsrat, der den Ortsteil Mörsen vertritt, setzt sich aus neun Mitgliedern zusammen. Die Ratsmitglieder werden durch eine Kommunalwahl für jeweils fünf Jahre gewählt. Die aktuelle Amtszeit begann am 1. November 2021 und endet am 31. Oktober 2026.
Bei der Kommunalwahl 2021 ergab sich folgende Sitzverteilung:
| Ortsrat 2021Insgesamt 9 Sitze - SPD: 1 - Grüne: 1 - FWG: 1 - CDU: 6 |

### Ortsbürgermeister
Ortsbürgermeister ist Heinrich Schmidt.

## Straßen
Mörsen liegt fernab des großen Verkehrs. Die Bundesautobahn 1 verläuft 17 km entfernt nördlich. Die von Bassum über Twistringen (Kernort) und Diepholz nach Osnabrück führende Bundesstraße 51 verläuft südlich, 0,5 km entfernt. Die Landesstraße L 342 von Twistringen (Kernort) über Goldenstedt nach Vechta verläuft nördlich in 1 km Entfernung. 
In Mörsen gibt es – im Gegensatz zu einigen kleineren Ortsteilen von Twistringen – Straßenbezeichnungen und nicht nur Hausnummern, so dass sich Einwohner, Postboten, Lieferanten und Besucher gut orientieren können.

## Persönlichkeiten
- Friedrich Greve (* 1907 in Mörsen; † 1994), Landtagsabgeordneter (CDU) und Bürgermeister von Mörsen